# ブール＝ブラン
ブール＝ブラン （Bourg-Blanc、ブルトン語:Ar Vourc'h-Wenn）は、フランス、ブルターニュ地域圏、フィニステール県のコミューン。

## 地理
ブール＝ブランの村落の標高は、25mから98mの間で、中心部は65mの標高である。町には、アベール・ブノワ川に注ぐブール＝ブラン川が流れている。農業が長い間重要な経済活動で、牛肉と豚肉と野菜生産に特化した50の農家がある（ブルターニュ北岸のコート・デメラルド付近は黄金ベルト地帯と呼ばれ、農業が盛んな地域である）。
しかし、町はこの20年間の手工業活動や産業活動のブームが知られている。通常ブレストで働く通勤移住者が、近年大勢ブール＝ブランに移ってきている。

### ブール＝ブランの人工湖
ブール＝ブランには、1960年代から1975年にかけてつくられた人工湖がある。COMIREN社は、地元の河川が主に生み出した氾濫原の沖積層の中にあるスズを見つけるために、草原の広がる川谷を採掘した。現在、これらの湖は釣りや散策といったレジャーの場所に利用されている。

## 由来
ブール＝ブランの古いブルトン語名Ar Vourc'h-Wennの由来は、かなり曖昧である。仮説は、bourgの語がゲルマン語のburgに近い語彙であるとする可能性が高い。それは、湿地の中にたった一つある岩、要塞の場所として完璧な条件を想起させる。第二に、blanc、白という用語は、色を示すことに加え、多くの場合は神に捧げられたものや神聖な場所を意味している。古くはLe Borg-Blanc（1318年）、Burgus Albus（1336年と1363年）とも記されていた。
元はプルヴィアン教区と単に同一であり、ブール＝ブランは1607年にプルヴィアンの小教区となった。コミューンとなったのは1793年である。1793年当時の名称はBourgblancで、単にBourg-Blancと呼ばれる以前の1801年にはLe Bourg-Blancと呼ばれていた。

## 歴史

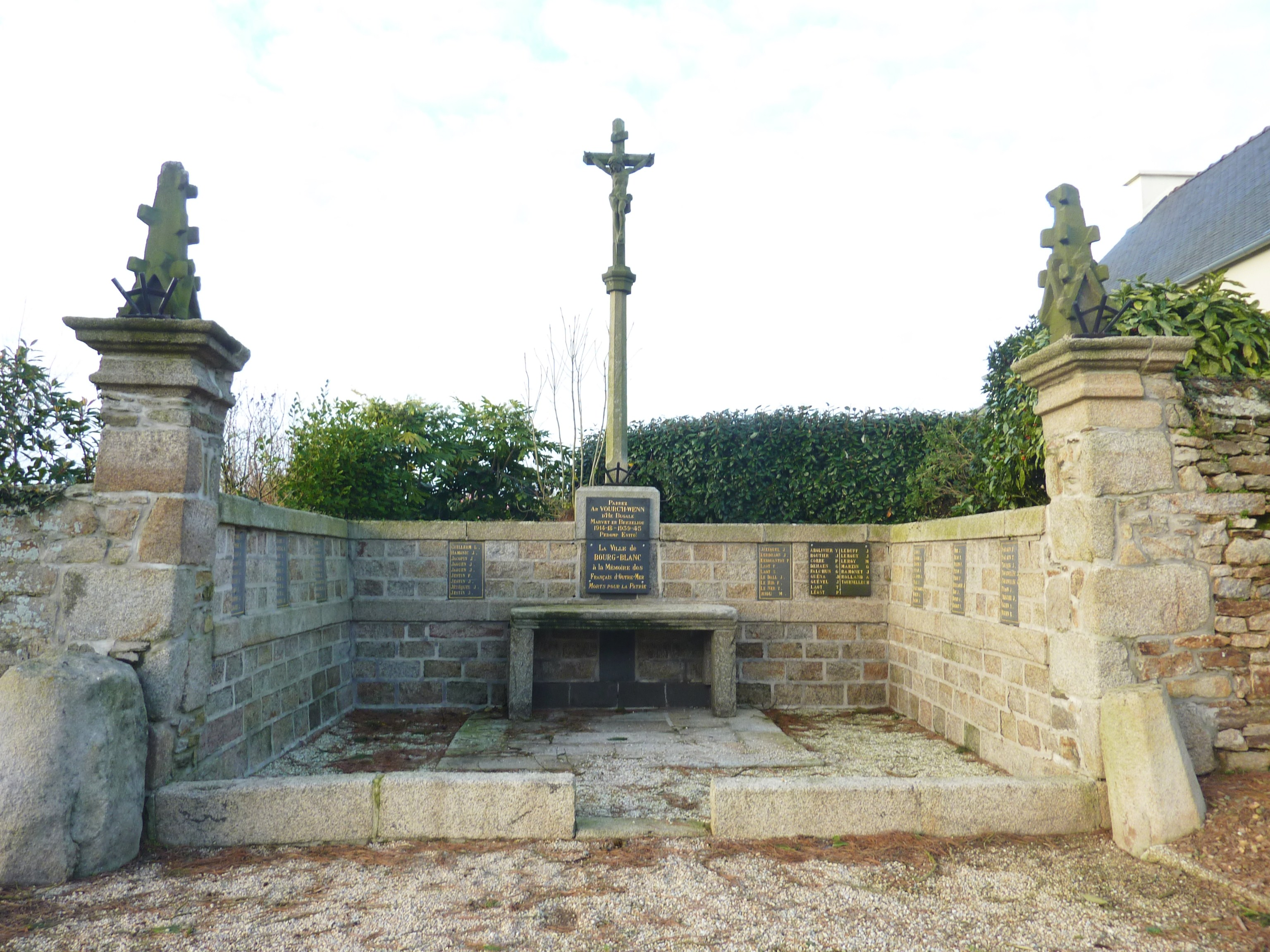
第一次世界大戦戦死者記念碑

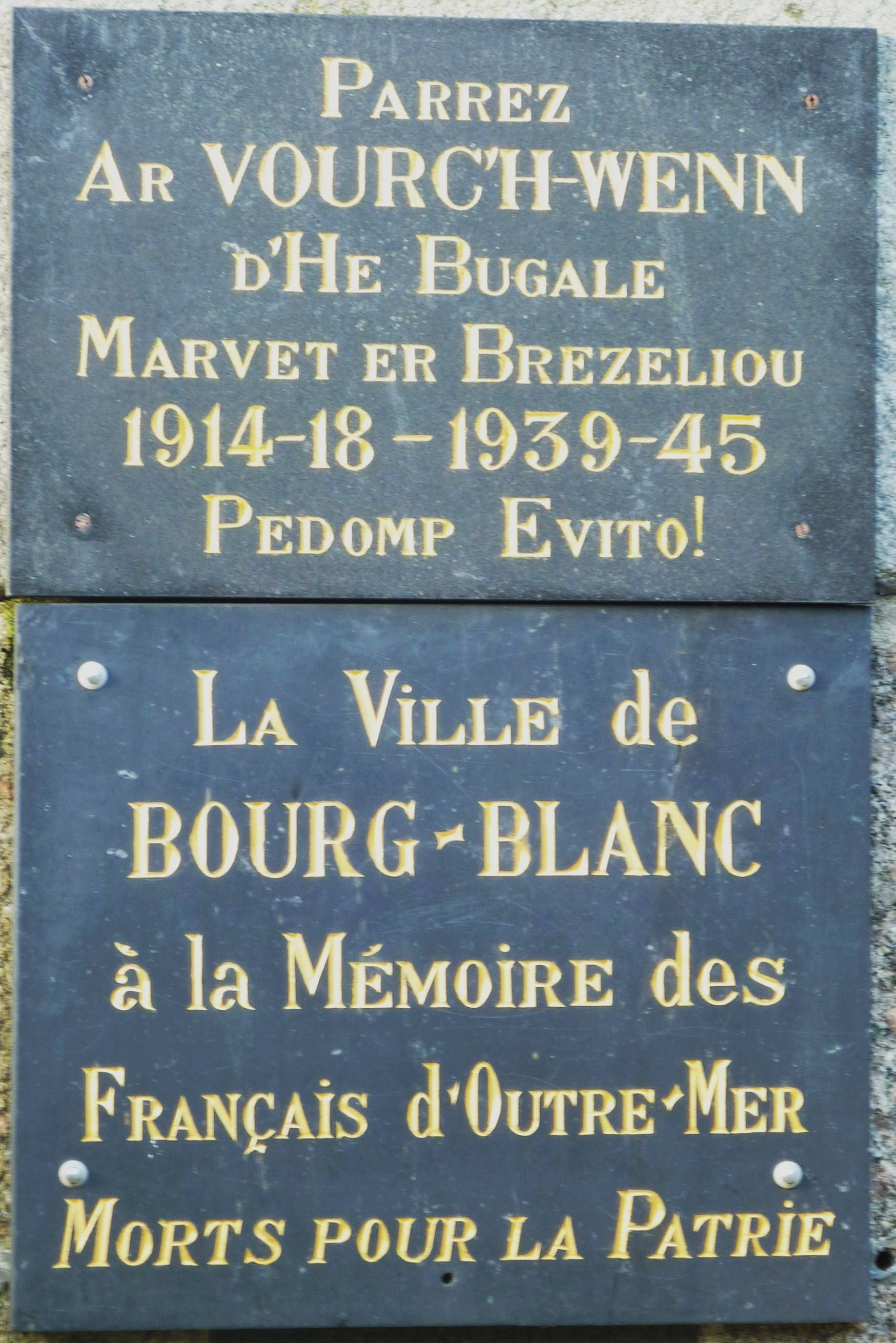
戦死者を示すプラーク

コミューンのある土地には、特に先史時代の多くの遺跡が証明しているように、先史時代から人が居住している。およそ3000年前の埋葬室であるコアタネアでは長いアーチ型の矢尻や、アルモリカの三角形の短剣が見つかっている。
プルネヴェンテルからサン・マチュー岬まで通る古いローマ街道沿いにある記念物は、16箇所の縦溝である。
6世紀、聖ユルフォルは現在のブール＝ブランの中にあったデュナンの森に庵を構えて暮らしていた。そして聖イヴィ（聖デイヴィッドのフランス語名）はその少し後に庵に暮らした（貴族のコエティヴィ家の名は、彼に由来する）。1328年、ガロ・ファベルは聖イヴィが守護する礼拝堂と病院を設立した。1363年8月には、エルヴェ・ド・レオンの意志で12のベッドと教区司祭が維持され、巡礼者や病人を受け入れていた。
1497年、コエティヴィ領主はプルヴィアン、プルゲルノー、プルエデルン、ギパヴァに7箇所の邸宅を構えていた。1497年にコエティヴィの封土はル・ジュック一族の手にわたり、1501年に婚姻によってシャステル家が所有することとなった。
ブール＝ブラン小教区から送られた第三身分の代表者2名が、1789年のレスナヴァンのセネシャルに対して出された第三身分陳情書に署名していた。
公文書によると、1896年にはサン・メンの無原罪の御宿り会の会員がブール＝ブランの病人の家を訪問し、無料で世話をしていた。ブルイヌー集落は19世紀終わりには存在しており、化学工場で海藻からヨウ素を生産していた。
女子の公立学校を設置する決定は1906年になされた。1905年に制定された政教分離法の実施に関する紛争は、20世紀初頭のレオン地方で特に強かった。学校から信仰上の象徴である十字架やキリスト像が取り除かれたことが知られると、学校の欠席者が急増したのである。
ブール＝ブランの戦死者記念碑には、第一次世界大戦で戦死した、72人のフランスに命を捧げた者たちの名が記されている。
1944年の解放時のブール＝ブランに、ファム・トンデュ（fr、髪を刈られた女性の意味。占領者であるナチス・ドイツに協力したフランス人女性たちは、解放後に髪を刈られて街頭を見せしめのため歩かされた）がいたことを示す写真が存在する。作家のミシェル・トレゲールは幼少時代をブール＝ブランで過ごし、その著作Avec le temps ; Chronique d'un village breton sous l'Occupation allemandeにおいて、対独協力（コラボラシオン）の別の行いとして、村の女性とドイツ兵の恋愛関係があったことを取り上げている。この論争を巻き起こした本は作中に引用された人物から名誉毀損であると訴えられ、2010年7月のブレストでの裁判で、『存命中の人物やその子孫の名を引用したため名誉毀損が生じ』、『プライバシーの尊重と、表現の自由のバランスは、原告に有益であるべき』との判決が下され、本は発禁処分となった。

## 人口統計
| 1962年 | 1968年 | 1975年 | 1982年 | 1990年 | 1999年 | 2006年 | 2010年 |
| ------ | ------ | ------ | ------ | ------ | ------ | ------ | ------ |
| 1682   | 1784   | 2290   | 2659   | 2971   | 3077   | 3154   | 3399   |

参照元:1999年までEHESS、2000年以降INSEE

## 姉妹都市
ブール＝ブランは近接するコア＝メアルとともに、オート＝サヴォワ県のラ・ボーム＝ド＝シリンジーと2005年より友好都市協定を結んでおり、姉妹都市協定も考えられている。

## 言語
ブルトン語の日常使用促進をうたうYa d'ar brezhoneg憲章のレベル2批准が2010年にコミューン議会で可決された。

## 史跡

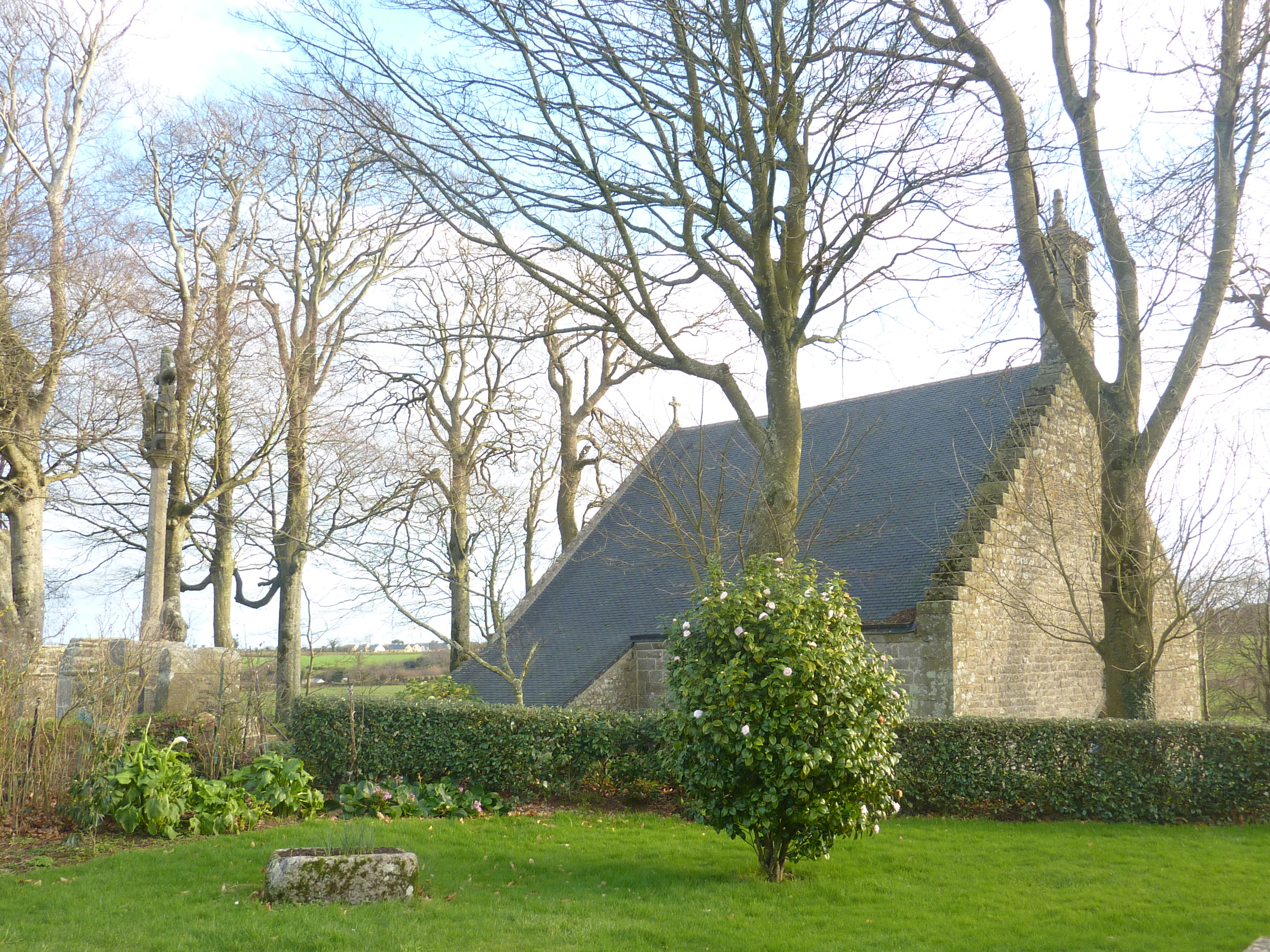
サンテュルフォル礼拝堂
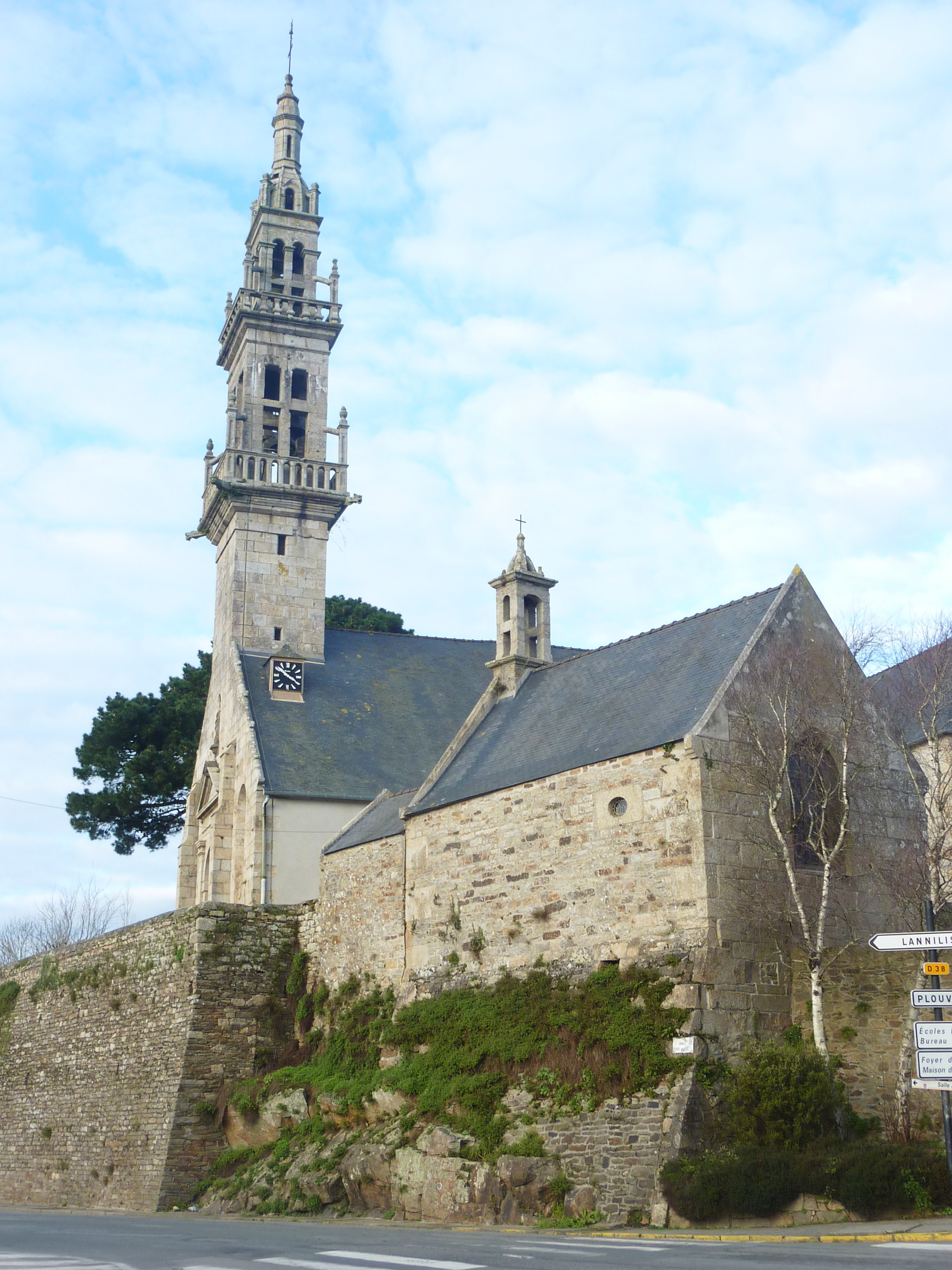
教区教会
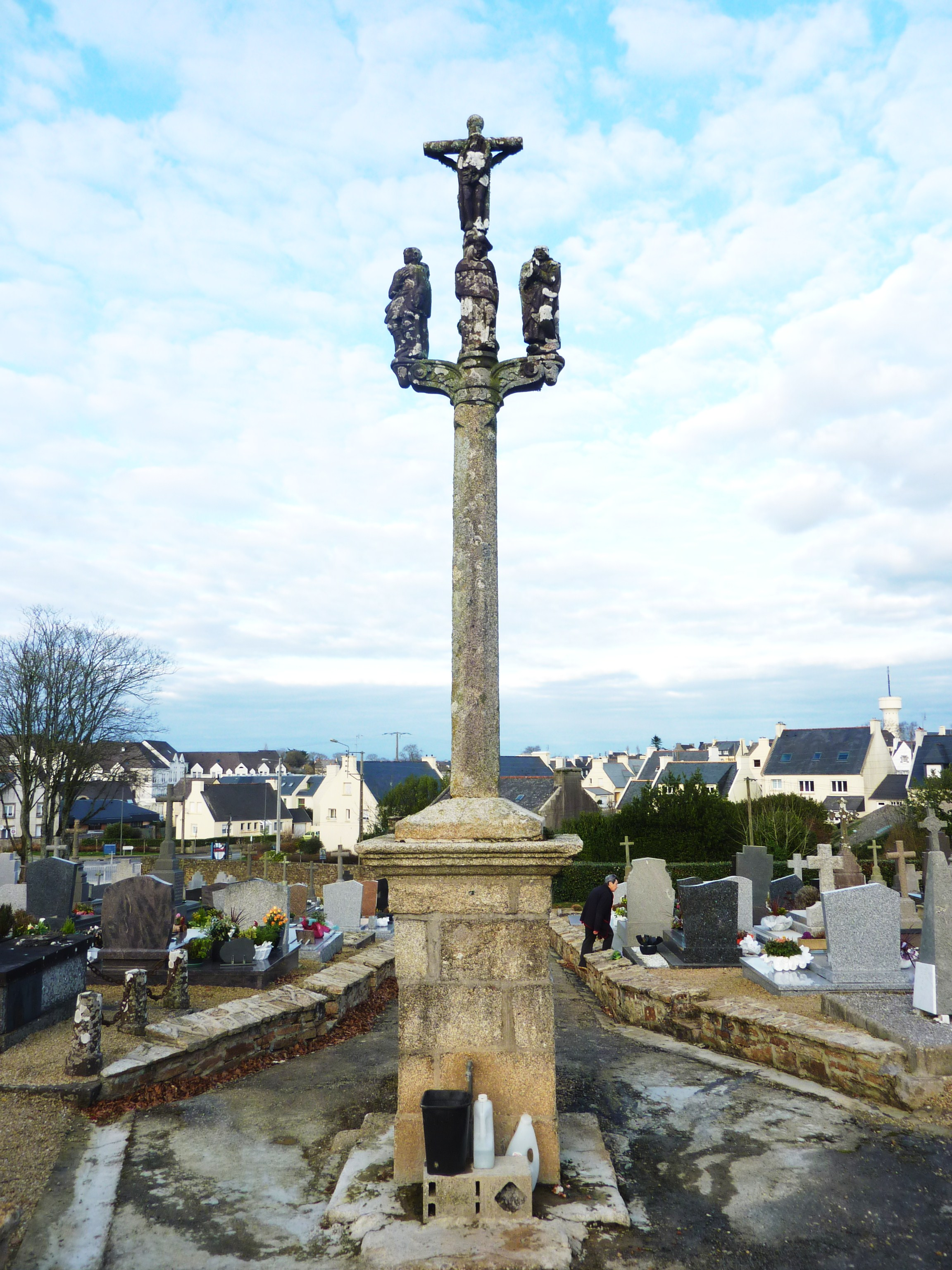
墓地のカルヴェール（キリスト磔像）